# Croco (condottiero)
Croco (latino Crocus; 260 circa – 306 circa) è stato un capo alemanno della fine del III secolo.

## Storia
Nel 260 guidò una rivolta alemannica contro l'Impero romano, attraversando il limes germanico-retico ed avanzando sicuramente fino a Clermont, forse addirittura fino a Ravenna, partecipando alla conquista alemannica della città franca di Mende.
Nel 306 Croco era presente come generale romano alla morte di Costanzo Cloro a York, Britannia, quando Costantino I fu dichiarato imperatore.